# Лукашенко, Дмитрий Александрович
Дми́трий Алекса́ндрович Лукаше́нко (бел. Дзмітрый Аляксандравіч Лукашэнка; род. 23 марта 1980, Могилёв) — средний сын Президента Республики Беларусь Александра Лукашенко. Занимает пост председателя центрального совета белорусского республиканского государственно-общественного объединения «Президентский спортивный клуб», также является членом НОК Беларуси.
Из-за поддержки российской агрессии во время российско-украинской войны находится под персональными международными санкциями.

## Биография
Дмитрий Александрович Лукашенко родился 23 марта 1980 года в семье Александра Григорьевича Лукашенко и Галины Родионовны Лукашенко в городе Могилёве.
В 2002 году окончил факультет международных отношений Белорусского государственного университета по специальности «Международное право». Защитил диплом на тему: «Выступление белорусских спортсменов на международной арене».
Потом служил в одном из элитных, но тщательно засекреченных пограничных подразделений по борьбе с контрабандой и нелегальной миграцией в звании капитана.
C 2005 года — председатель центрального совета республиканского государственно-общественного объединения «Президентский спортивный клуб».
6 июля 2006 года избран членом Национального олимпийского комитета Беларуси.
С 11 декабря 2006 года — член организационного комитета по подготовке и обеспечению участия белорусских спортсменов в XXIX летних Олимпийских играх и XII Паралимпийских играх 2008 года в г. Пекине (Китайская Народная Республика).
Почётный консул Эфиопии в Беларуси.

## Награды
- Медаль «80 лет пограничных войск»
- Медаль «За отличие в охране государственной границы»
- Знаки «Отличник погранвойск» I и II степени

## Международные санкции
2 февраля 2011 года был внесён в «Чёрный список ЕС». В решении Совета Европейского союза от 15 октября 2012 года Дмитрий Лукашенко был обозначен как «бизнесмен с активным участием в финансовых операциях с семьёй Лукашенко». Европейские санкции были сняты 15 февраля 2016 года.
21 июня 2021 года как сын Александра Лукашенко и бизнесмен, который является председателем государственно-общественного объединения «Президентский спортивный клуб», он был снова внесён в «Чёрный список ЕС». Совет Европейского союза отметил, что Дмитрий Лукашенко ведёт бизнес через клуб и контролирует ряд компаний, также он присутствовал на тайной инаугурации Александра Лукашенко в сентябре 2020 года, таким образом Дмитрий Лукашенко получает выгоду от режима Лукашенко и поддерживает его. 6 июля 2021 года к июньскому пакету санкций ЕС присоединились Албания, Исландия, Лихтенштейн, Норвегия, Северная Македония, Черногория, 7 июля — Швейцария. С 2 декабря 2021 года находится под санкциями Канады. С 2 декабря 2021 года находится под санкциями Швейцарии.
2 декабря 2021 года Дмитрий Лукашенко и «Президентский спортивный клуб» были включены в санкционные списки США и Канады.
8 марта 2022 года после вторжения России на Украину Япония ввела против него персональные санкции.

## Личная жизнь
Жена — Анна Лукашенко (Горовикова) — из города Шклова (родной город А. Г. Лукашенко), женат с 2002 года. По данным Беларусского расследовательского центра, в 2018 и 2020 годах Анна заработала в «Торговом доме БелАЗ» около ста тысяч долларов, а владельцами его компаний-партнёров являются люди из окружения Дмитрия и Анны Лукашенко. Также Анна Лукашенко пишет песни под псевдонимом Анна Селук.
Дочери — Анастасия Лукашенко (род. 2003), Дарья Лукашенко (род. 2004) и Александра Лукашенко (род. 28 февраля 2014). В сентябре 2020 года стало известно, что все три дочери Дмитрия учатся в Минской международной гимназии. До этого сообщалось, что внучки Александра Лукашенко ушли из лицея Белорусского государственного университета, как и его младший сын Николай.

### Братья
- Виктор (род. 28 ноября 1975)
- Николай (род. 31 августа 2004, вне брака)